# Tour d'Espagne 2010
La 65e édition du Tour d'Espagne se déroule du 28 août - 19 septembre 2010. Il s'agit de la 23e épreuve du Calendrier mondial UCI 2010. À noter que le maillot de leader passe de la couleur or à la couleur rouge.
Cette édition est remportée par l'Italien Vincenzo Nibali de l'équipe Liquigas-Doimo. L'équipe italienne avait déjà remporté le Tour d'Italie avec Ivan Basso au mois de mai. Il s'agit de la première victoire dans un grand tour pour  Vincenzo Nibali et la première victoire italienne depuis 1990. Il devance au classement général l'Espagnol Ezequiel Mosquera (Xacobeo Galicia), déclassé ensuite pour dopage, puis reclassé, et le Slovaque Peter Velits (HTC-Columbia). Le Britannique Mark Cavendish (HTC-Columbia), vainqueur de trois étapes, est le lauréat du classement par points et le Français David Moncoutié celui du maillot à pois du classement de la montagne pour la troisième année consécutive. Nibali remporte également le classement du combiné et le Katusha le classement par équipes.

## Présentation

### Parcours
Le parcours a été dévoilé le 16 décembre 2009 à 12h00. Pour ses 75 ans, la Vuelta débutera par un contre-la-montre par équipe en nocturne de 13 km dans les rues de Séville. Six arrivées au sommet, dont deux inédites, seront au rendez-vous de ce Tour d'Espagne : Xorret de Catí, où Alejandro Valverde s’emparait l'an dernier du maillot de oro, la station andorrane de Pal, Peña Cabarga, qui accueillera la Vuelta pour la deuxième fois et les Lacs de Covadonga seront le théâtre d'arrivées en altitude. Les nouvelles arrivées de Cotobello, aux Asturies, et de la Bola del Mundo, près de Madrid, s’ajouteront à ces ascensions. Trois autres étapes de montagnes et un contre-la-montre individuel lors de la 17e étape seront également au programme de ce Tour d'Espagne. L'arrivée aura lieu, comme à l'accoutumée, à Madrid,.

### Équipes
Vingt-deux équipes participent à ce Tour d'Espagne.
En vertu d'un accord signé en 2008, 16 équipes sont assurées de participer à la Vuelta 2010 :
- Équipes ProTour : AG2R La Mondiale, Astana, Caisse d'Épargne, HTC-Columbia, Euskaltel-Euskadi, FDJ, Footon-Servetto, Lampre-Farnese Vini, Liquigas-Doimo, Milram, Quick Step, Rabobank, Saxo Bank et Omega Pharma-Lotto.
- Équipes continentales professionnelles : BBox Bouygues Telecom et Cofidis.

6 autres ont été sélectionnées mi-juin 2010 :
- Équipes ProTour : Garmin-Transitions, Sky, Katusha
- Équipes continentales professionnelles : Andalucía-Cajasur, Xacobeo Galicia, Cervélo TestTeam

L'équipe RadioShack malgré sa licence ProTour n'a pas été invitée.

### Favoris

#### Vainqueurs potentiels
Le tenant du titre Alejandro Valverde est suspendu jusqu'au mois de décembre 2011 sur une décision du Tribunal arbitral du sport du 31 mai 2010. Il ne participe donc pas à ce Tour d'Espagne. Denis Menchov (Rabobank), vainqueur en 2005 et 2007, est au départ de cette Vuelta et il en est le principal favori au vu de ces excellents résultats lors notamment du tour de France. Fränk Schleck (Saxo Bank), avec son frère Andy comme équipier, est présenté comme son principal adversaire.
Les autres favoris sont Carlos Sastre (Cervélo TestTeam), déjà monté trois fois sur le podium de la Vuelta et qui effectuera son troisième grand tour de la saison, Ezequiel Mosquera (Xacobeo Galicia) et Igor Antón (Euskaltel-Euskadi), qui ont axé leur saison sur la Vuelta, Joaquim Rodríguez (Katusha), 8e du dernier Tour de France, David Arroyo (Caisse d'Épargne), deuxième du dernier Giro, Vincenzo Nibali, troisième du Tour d'Italie, et Roman Kreuziger, 9e des deux derniers Tours de France, qui devront cohabiter au sein de la même équipe (Liquigas-Doimo),. Luis León Sánchez (Caisse d'Épargne), vainqueur de Paris-Nice en 2009 et 11e du dernier Tour de France, est également présent, ainsi que l'Américain Christian Vande Velde (Garmin-Transitions), quatrième du Tour en 2008 et huitième en 2009, mais touché par les blessures au Giro et au Tour cette année.
Andreï Kashechkin, 3e de la Vuelta 2006, effectue son premier grand tour depuis son retour de suspension pour dopage.

#### Sprinteurs
Mark Cavendish (HTC-Columbia), Theo Bos, Thor Hushovd (Cervélo TestTeam), Alan Davis (Astana), William Bonnet (BBox Bouygues Telecom), Koldo Fernández (Euskaltel-Euskadi), Yauheni Hutarovich (FDJ), Tyler Farrar (Garmin-Transitions), Alessandro Petacchi (Lampre-Farnese Vini), Daniele Bennati, Jacopo Guarnieri (Liquigas-Doimo), Jürgen Roelandts (Omega Pharma-Lotto), Wouter Weylandt (Quick Step), Óscar Freire (Rabobank), Ben Swift (Sky), Robert Förster (Milram) et Juan José Haedo (Saxo Bank) sont les principaux sprinteurs engagés.

#### Classement de la montagne
David Moncoutié (Cofidis), vainqueur de ce classement ces deux dernières années, a fait de nouveau de ce classement l'un de ses principaux objectifs sur cette Vuelta. Il égalerait en cas de succès les Espagnols Antonio Suárez, Antonio Karmany, Julio Jiménez et José María Jiménez qui ont remporté trois fois consécutivement ce classement.

## Récit de la course

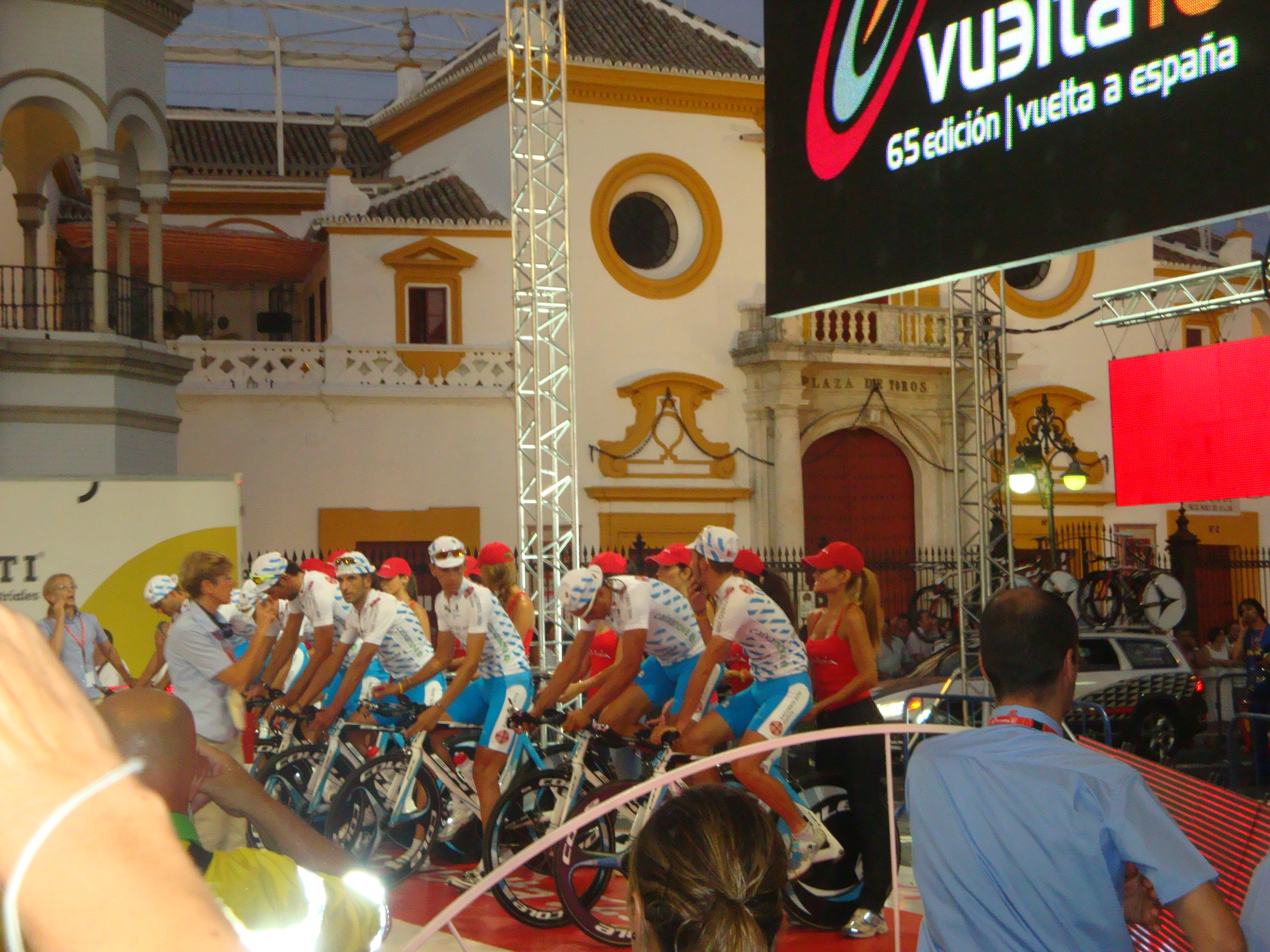
L'équipe Xacobeo Galicia au départ du contre-la-montre par équipes

### 28 - 31 août: premiers écarts en Andalousie
La Vuelta débute par un contre-la-montre par équipes disputé dans les rues de Séville. Le sprinteur Mark Cavendish profite de la victoire de son équipe HTC-Columbia pour devenir le premier leader de ce Tour d'Espagne, mais se fait surprendre le lendemain au sprint par Yauheni Hutarovich (FDJ).

Lors de la 3e étape arrivant sur les hauteurs de Malaga, Philippe Gilbert (Omega Pharma-Lotto) s'impose devant Joaquim Rodríguez et s'empare du maillot rouge. Les favoris se tiennent dans les mêmes temps, seul Andy Schleck (Saxo Bank) craque. Le meilleur jeune des 3 derniers Tour de France termine en effet à plus de 14 minutes du vainqueur du jour. Le lendemain offre également une étape pour puncheur. Igor Antón (Euskaltel-Euskadi) profite du mur final (800 m avec des passages à 25 %) pour s'imposer à Valdepeñas de Jaén et revenir à 10 secondes de Philippe Gilbert, toujours leader, au général.

### 1 - 3 septembre: sprints massifs
Tyler Farrar (Garmin-Transitions) remporte au sprint la 5e étape, devant Koldo Fernández (Euskaltel-Euskadi) et Mark Cavendish. Nouveau sprint le lendemain, mais cette fois-ci la victoire, qui revient à Thor Hushovd (Cervélo TestTeam), se joue au sein d'un groupe d'une quarantaine de coureurs. Daniele Bennati (Liquigas-Doimo) est deuxième et Grega Bole (Lampre-Farnese Vini) troisième. Alessandro Petacchi (Lampre-Farnese Vini) remporte la 7e étape, devançant au sprint Mark Cavendish (HTC-Columbia) et Juan José Haedo (Saxo Bank). L'équipe Sky se retire de la Vuelta, à la suite du décès de son masseur, Txema Gonzalez,.

### 4 - 8 septembre: la Vuelta s'anime
La 8e étape est marquée par une échappée de 5 coureurs. Parmi eux, on retrouve Serafín Martínez (Xacobeo Galicia), le leader du classement de la montagne, et David Moncoutié (Cofidis), également intéressé par ce classement. À chaque montée, Martinez devance le Français, qui refait cependant une partie de son retard lors du dernier col. Il a toujours 10 points de retard, mais remporte l'étape. Du côté des favoris, Igor Antón (Euskaltel-Euskadi) s'empare du maillot rouge, dans le même temps que son dauphin Joaquim Rodríguez (Katusha) (ils sont départagés par les centièmes de secondes du contre-la-montre par équipe). Vincenzo Nibali (Liquigas-Doimo) est troisième à 2 secondes. Fränk Schleck (Saxo Bank) et surtout Denis Menchov (Rabobank) sont les grands perdants du jour. David López García (Caisse d'Épargne) remporte la 9e étape, tandis que Jean-Christophe Péraud (Omega Pharma-Lotto), longtemps leader virtuel, rate la première place pour 52 secondes et que David Moncoutié s'empare du maillot bleu à pois blanc.
Andy Schleck et Stuart O'Grady (Saxo Bank) ont été écartés de la Vuelta par leur manager, Bjarne Riis. Celui-ci leur a reproché d'avoir bu de l'alcool la veille de la 10e étape et d'être rentré tardivement. Schleck avait de toute manière déjà tiré un trait sur cette Vuelta puisqu'il était relégué à plus de 30 minutes du premier.
Imanol Erviti (Caisse d'Épargne) s'impose en solitaire lors de la 10e étape. Joaquim Rodriguez s'empare du maillot rouge grâce aux bonifications récoltées lors d'un sprint intermédiaire. Lors de la 11e étape, marquée par la longue échappée de Johann Tschopp (BBox Bouygues Telecom) et Mikaël Cherel (FDJ), Igor Antón remporte l'étape, s'empare de la tête du classement général, ainsi que du classement par points et du combiné. Au général, il devance Vincenzo Nibali de 45 secondes, Xavier Tondo (Cervélo TestTeam) de 1 minute et 4 secondes, Joaquim Rodriguez de 1 minute et 17 secondes et Ezequiel Mosquera (Xacobeo Galicia) de 1 minute et 29 secondes.

### 9 - 10 septembre: Cavendish débloque son compteur
Mark Cavendish (HTC-Columbia) remporte la 12e étape, profitant de l'excellent travail de son coéquipier Matthew Goss, qui termine d'ailleurs troisième. Tyler Farrar (Garmin-Transitions) prend la deuxième place. Le Britannique double le lendemain, devançant cette fois-ci Thor Hushovd (Cervélo TestTeam) et Daniele Bennati (Liquigas-Doimo).

### 11 - 13 septembre: l'abandon d'Antón redistribue les cartes
Igor Antón (Euskaltel-Euskadi) chute lourdement avant l'ascension finale de la 14e étape, et doit abandonner. Joaquim Rodríguez (Katusha) en "profite" pour remporter l'étape et revenir à 4 secondes au classement général de Vincenzo Nibali (Liquigas-Doimo), nouveau maillot rouge. Ezequiel Mosquera (Xacobeo Galicia) et Xavier Tondo (Cervélo TestTeam) sont troisième et quatrième à 50 secondes. Derrière, les écarts commencent à être importants, puisque Nicolas Roche (AG2R La Mondiale) et Fränk Schleck (Saxo Bank) sont respectivement cinquième et sixième à plus de deux minutes. Mais, outre Antón, le grand perdant du jour est Marzio Bruseghin (Caisse d'Épargne), arrivé plus de 15 minutes après le vainqueur du jour. Nibali conserve le maillot de leader à l'issue de la 15e étape, remportée par Carlos Barredo (Quick Step) avant sa disqualification. Mosquera revient à 39 secondes et Tondo concède 1 minutes et 40 secondes à l'italien. Rodriguez reprend la tête du classement général le lendemain, tandis que Mikel Nieve (Euskaltel-Euskadi) s'adjuge l'étape, devançant à présent Vincenzo Nibali de 33 secondes, Ezequiel Mosquera de 53 secondes, Fränk Schleck de 2 minutes et 16 secondes et Nicolas Roche de 3 minutes et 01 secondes.

### 15 - 19 septembre: un match Nibali Mosquera dans Bola del Mundo
Peter Velits (HTC-Columbia) remporte le contre-la-montre, devançant Denis Menchov (Rabobank) de 12 secondes et Fabian Cancellara de 37 secondes. Au général, Vincenzo Nibali reprend le maillot rouge, malgré une seconde de pénalité, repoussant Ezequiel Mosquera à 38 secondes. Velits est troisième à 1 minutes et 59 secondes, Fränk Schleck quatrième à 3 minutes et 43 secondes, Joaquim Rodríguez et Xavier Tondo 5e et sixième à 3 minutes et 44 secondes. Luis León Sánchez (Caisse d'Épargne) remonte à la dixième place, à 5 minutes et 42 secondes de Nibali, grâce à sa bonne performance (5e à 1 minutes et 3 secondes) lors du chrono. Aucun changement au général n'est à déclarer lors de la 18e étape, que s'adjuge au sprint Mark Cavendish (HTC-Columbia) devant Juan José Haedo (Saxo Bank) et Manuel António Cardoso (Footon-Servetto). Le lendemain, Philippe Gilbert (Omega Pharma-Lotto) s'impose lors d'un sprint en côte, tandis que Nibali conforte sa position en tête du classement général, prenant notamment 12 s à Mosquera. La 20e étape, malgré l'arrivée à Bola del Mundo et l'attaque de Mosquera, qui se console avec le gain de l'étape, ne bouleverse pas le classement général, puisque les cinq premiers coureurs (Nibali, Mosquera, P.Velits, Rodriguez et F.Schleck) restent tous au même rang. Tyler Farrar (Garmin-Transitions) remporte la dernière étape, devant Mark Cavendish (HTC-Columbia), qui s'adjuge le classement par points, et Allan Davis (Astana). Vincenzo Nibali (Liquigas-Doimo), arrivé dans le peloton, remporte son premier grand tour. Ezequiel Mosquera (Xacobeo Galicia) et Peter Velits (HTC-Columbia) complètent le podium, terminant à 41 secondes et 3 minutes et 2 secondes de Nibali, qui s'impose également dans le classement du combiné. David Moncoutié (Cofidis) remporte le classement de la montagne et le Katusha celui par équipe,.

### Dopage
Le jeudi 30 septembre 2010, l'Union cycliste internationale annonce qu'un contrôle antidopage dont a été l'objet Ezequiel Mosquera durant ce Tour d'Espagne révèle la présence d'hydroxyéthylamidon. Son coéquipier David García Dapena présente les mêmes résultats. Ils écopent tous deux d'une suspension, de deux ans pour Mosquera et dix-huit mois pour García Dapena. Leurs résultats sont annulés à compter du 28 août 2010.

## Étapes
| Étape     | Date          | Villes étapes                                     |                  | km               | Vainqueur d’étape   | Leader du classement général |
| --------- | ------------- | ------------------------------------------------- | ---------------- | ---------------- | ------------------- | ---------------------------- |
| 1re étape | 28 août       | Séville – Séville                                 | Contre-la-montre | 13               | HTC-Columbia        | Mark Cavendish               |
| 2e étape  | 29 août       | Alcalá de Guadaíra – Marbella                     |                  | 173              | Yauheni Hutarovich  | Mark Cavendish               |
| 3e étape  | 30 août       | Marbella – Malaga                                 |                  | 157              | Philippe Gilbert    | Philippe Gilbert             |
| 4e étape  | 31 août       | Malaga – Valdepeñas de Jaén                       |                  | 183,8            | Igor Antón          | Philippe Gilbert             |
| 5e étape  | 1er septembre | Guadix – Lorca                                    |                  | 198,8            | Tyler Farrar        | Philippe Gilbert             |
| 6e étape  | 2 septembre   | Caravaca de la Cruz – Murcie                      |                  | 151              | Thor Hushovd        | Philippe Gilbert             |
| 7e étape  | 3 septembre   | Murcie – Orihuela                                 |                  | 170              | Alessandro Petacchi | Philippe Gilbert             |
| 8e étape  | 4 septembre   | Villena – Xorret de Catí                          |                  | 188,8            | David Moncoutié     | Igor Antón                   |
| 9e étape  | 5 septembre   | Calp – Alcoy                                      |                  | 187              | David López García  | Igor Antón                   |
|           | 6 septembre   | journée de repos                                  | journée de repos | journée de repos | journée de repos    | journée de repos             |
| 10e étape | 7 septembre   | Tarragone – Vilanova i la Geltrú                  |                  | 173,7            | Imanol Erviti       | Joaquim Rodríguez            |
| 11e étape | 8 septembre   | Vilanova i la Geltrú – Vallnord/secteur Pal (AND) |                  | 208              | Igor Antón          | Igor Antón                   |
| 12e étape | 9 septembre   | Andorre-la-Vieille (AND) – Lleida                 |                  | 195              | Mark Cavendish      | Igor Antón                   |
| 13e étape | 10 septembre  | Rincón de Soto – Burgos                           |                  | 193,7            | Mark Cavendish      | Igor Antón                   |
| 14e étape | 11 septembre  | Burgos – Peña Cabarga                             |                  | 178,8            | Joaquim Rodríguez   | Vincenzo Nibali              |
| 15e étape | 12 septembre  | Solares – Lagos de Covadonga                      |                  | 170              | Non attribué        | Vincenzo Nibali              |
| 16e étape | 13 septembre  | Gijón – Cotobello                                 |                  | 179.3            | Mikel Nieve         | Joaquim Rodríguez            |
|           | 14 septembre  | journée de repos                                  | journée de repos | journée de repos | journée de repos    | journée de repos             |
| 17e étape | 15 septembre  | Peñafiel – Peñafiel                               | Contre-la-montre | 46               | Peter Velits        | Vincenzo Nibali              |
| 18e étape | 16 septembre  | Valladolid – Salamanque                           |                  | 153              | Mark Cavendish      | Vincenzo Nibali              |
| 19e étape | 17 septembre  | Piedrahita – Tolède                               |                  | 200              | Philippe Gilbert    | Vincenzo Nibali              |
| 20e étape | 18 septembre  | San Martín de Valdeiglesias – Bola del Mundo      |                  | 168,8            | Ezequiel Mosquera   | Vincenzo Nibali              |
| 21e étape | 19 septembre  | San Sebastián de los Reyes – Madrid               |                  | 100              | Tyler Farrar        | Vincenzo Nibali              |

## Classements finals

### Classement général

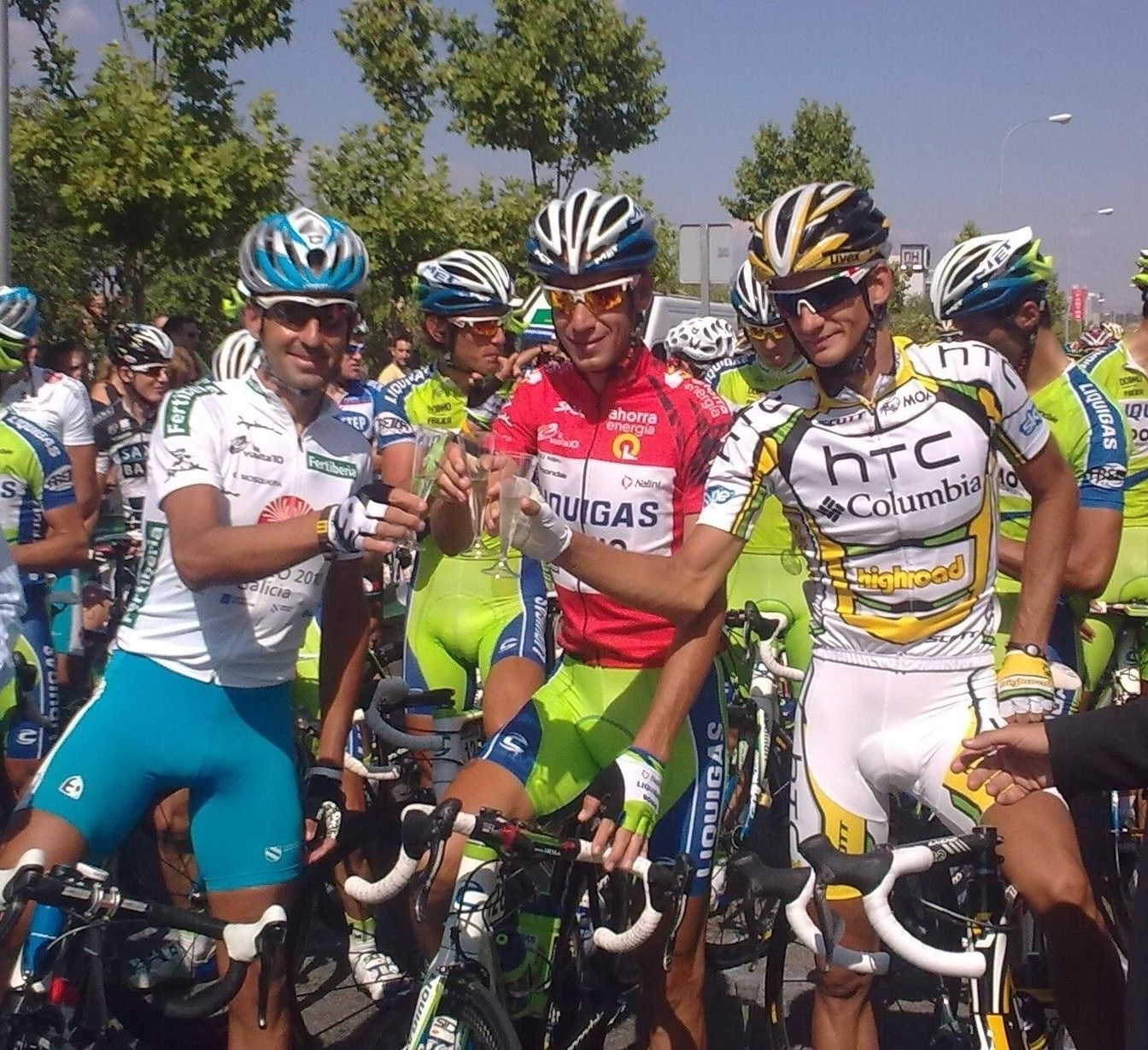
Mosquera, Nibali et Velits.

Vincenzo Nibali remporte ce Tour d'Espagne, en 87 heures 18 minutes 31 secondes. À l'issue des trois semaines de course, il devance Ezequiel Mosquera de 43 secondes et Peter Velits de trois minutes et deux secondes. Mosquera est cependant contrôlé positif à l'hydroxyéthylamidon, de même que David García Dapena. Tous deux perdent le bénéfice des résultats obtenus à partir du 28 août 2010. Ils sont disqualifiés de ce Tour d'Espagne. Après ce déclassement, Peter Velits passe à la deuxième place et Joaquim Rodríguez à la troisième. Début janvier 2015, l'Audience Nationale espagnole annule cette décision.
|     | Cycliste            | Pays       | Équipe             |    | Temps            |
| --- | ------------------- | ---------- | ------------------ | -- | ---------------- |
| 1   | Vincenzo Nibali     | Italie     | Liquigas-Doimo     | en | 87 h 18 min 31 s |
| 2   | Ezequiel Mosquera   | Espagne    | Xacobeo Galicia    | +  | 41 s             |
| 3   | Peter Velits        | Slovaquie  | HTC-Columbia       |    | 3 min 02 s       |
| 4   | Joaquim Rodríguez   | Espagne    | Katusha            |    | 4 min 22 s       |
| 5   | Fränk Schleck       | Luxembourg | Saxo Bank          |    | 4 min 45 s       |
| 6   | Xavier Tondo        | Espagne    | Cervélo TestTeam   |    | 4 min 54 s       |
| 7   | Nicolas Roche       | Irlande    | AG2R La Mondiale   |    | 5 min 05 s       |
| 8   | Carlos Sastre       | Espagne    | Cervélo TestTeam   |    | 6 min 08 s       |
| 9   | Thomas Danielson    | États-Unis | Garmin-Transitions |    | 6 min 18 s       |
| 10  | Luis León Sánchez   | Espagne    | Caisse d'Épargne   |    | 7 min 44 s       |
| DSQ | David García Dapena | Espagne    | Xacobeo Galicia    |    | 9 min 37 s       |
| 11  | Mikel Nieve         | Espagne    | Euskaltel-Euskadi  |    | 10 min 58 s      |
| 12  | Vladimir Karpets    | Russie     | Katusha            |    | 13 min 05 s      |
| 13  | David Moncoutié     | France     | Cofidis            |    | 14 min 32 s      |
| 14  | Christophe Le Mével | France     | FDJ                |    | 16 min 36 s      |

### Classements annexes
|     | Cycliste          | Pays        | Équipe             | Points |
| --- | ----------------- | ----------- | ------------------ | ------ |
| 1   | Mark Cavendish    | Royaume-Uni | HTC-Columbia       | 156    |
| 2   | Tyler Farrar      | États-Unis  | Garmin-Transitions | 149    |
| 3   | Vincenzo Nibali   | Italie      | Liquigas-Doimo     | 120    |
| 4   | Joaquim Rodríguez | Espagne     | Katusha            | 110    |
| 5   | Philippe Gilbert  | Belgique    | Omega Pharma-Lotto | 104    |
| DSQ | Ezequiel Mosquera | Espagne     | Xacobeo Galicia    | 97     |
| 7   | Peter Velits      | Slovaquie   | HTC-Columbia       | 88     |
| 8   | David Moncoutié   | France      | Cofidis            | 72     |
| 9   | Nicolas Roche     | Irlande     | AG2R La Mondiale   | 63     |
| 10  | Fränk Schleck     | Luxembourg  | Saxo Bank          | 62     |

|     | Cycliste          | Pays       | Équipe                | Points |
| --- | ----------------- | ---------- | --------------------- | ------ |
| 1   | David Moncoutié   | France     | Cofidis               | 51     |
| 2   | Serafín Martínez  | Espagne    | Xacobeo Galicia       | 43     |
| DSQ | Ezequiel Mosquera | Espagne    | Xacobeo Galicia       | 36     |
| 4   | Joaquim Rodríguez | Espagne    | Katusha               | 29     |
| 5   | Vincenzo Nibali   | Italie     | Liquigas-Doimo        | 26     |
| 6   | Luis León Sánchez | Espagne    | Caisse d'Épargne      | 25     |
| 7   | Gonzalo Rabuñal   | Espagne    | Xacobeo Galicia       | 25     |
| 8   | Mikel Nieve       | Espagne    | Euskaltel-Euskadi     | 21     |
| 9   | Johann Tschopp    | Suisse     | BBox Bouygues Telecom | 18     |
| 10  | Fränk Schleck     | Luxembourg | Saxo Bank             | 17     |

|     | Cycliste            | Pays       | Équipe                |    |
| --- | ------------------- | ---------- | --------------------- | -- |
| 1   | Vincenzo Nibali     | Italie     | Liquigas-Doimo        | 9  |
| DSQ | Ezequiel Mosquera   | Espagne    | Xacobeo Galicia       | 11 |
| 3   | Joaquim Rodríguez   | Espagne    | Katusha               | 12 |
| 4   | David Moncoutié     | France     | Cofidis               | 23 |
| 5   | Fränk Schleck       | Luxembourg | Saxo Bank             | 25 |
| 6   | Xavier Tondo        | Espagne    | Cervélo TestTeam      | 32 |
| 7   | Mikel Nieve         | Espagne    | Euskaltel-Euskadi     | 43 |
| 8   | Luis León Sánchez   | Espagne    | Caisse d'Épargne      | 48 |
| 9   | Nicolas Roche       | Irlande    | AG2R La Mondiale      | 49 |
| 10  | Christophe Le Mével | France     | La Française des jeux | 67 |

|    | Équipe             | Pays     |    | Temps             |
| -- | ------------------ | -------- | -- | ----------------- |
| 1  | Katusha            | Russie   | en | 261 h 48 min 04 s |
| 2  | Caisse d'Épargne   | Espagne  | +  | 33 s              |
| 3  | Xacobeo Galicia    | Espagne  |    | 12 min 33 s       |
| 4  | Cervélo TestTeam   | Suisse   |    | 17 min 50 s       |
| 5  | AG2R La Mondiale   | France   |    | 35 min 42 s       |
| 6  | Liquigas-Doimo     | Italie   |    | 57 min 05 s       |
| 7  | Omega Pharma-Lotto | Belgique |    | 1 h 08 min 04 s   |
| 8  | Euskaltel-Euskadi  | Espagne  |    | 1 h 12 min 06 s   |
| 9  | FDJ                | France   |    | 1 h 13 min 13 s   |
| 10 | Saxo Bank          | Danemark |    | 1 h 17 min 45 s   |

### Classement mondial
Les 20 premiers du général et les cinq premiers de chaque étape marquent des points pour le Classement mondial UCI 2010.
| Position           | 1er | 2e  | 3e  | 4e | 5e | 6e | 7e | 8e | 9e | 10e | 11e | 12e | 13e | 14e | 15e | 16e | 17e | 18e | 19e | 20e |
| Classement général | 170 | 130 | 100 | 90 | 80 | 70 | 60 | 52 | 44 | 38  | 32  | 26  | 22  | 18  | 14  | 10  | 8   | 6   | 4   | 2   |
| Points par étapes  | 16  | 8   | 4   | 2  | 1  |    |    |    |    |     |     |     |     |     |     |     |     |     |     |     |

| #  | Coureur           | Équipe             | Pts |
| -- | ----------------- | ------------------ | --- |
| 1  | Vincenzo Nibali   | Liquigas-Doimo     | 196 |
| 2  | Ezequiel Mosquera | Xacobeo Galicia    | 158 |
| 3  | Joaquim Rodríguez | Katusha            | 123 |
| 4  | Peter Velits      | HTC-Columbia       | 121 |
| 5  | Fränk Schleck     | Saxo Bank          | 90  |
| 6  | Mark Cavendish    | HTC-Columbia       | 76  |
| 7  | Xavier Tondo      | Cervélo TestTeam   | 75  |
| 8  | Nicolas Roche     | AG2R La Mondiale   | 61  |
| 9  | Tyler Farrar      | Garmin-Transitions | 55  |
| 10 | Carlos Sastre     | Cervélo TestTeam   | 52  |

| 11 | Tom Danielson          | Garmin-Transitions    | 44 |
| 12 | Mikel Nieve            | Euskaltel-Euskadi     | 42 |
| 13 | Luis León Sánchez      | Caisse d'Épargne      | 40 |
| 14 | David Moncoutié        | Cofidis               | 38 |
| 15 | Igor Antón             | Euskaltel-Euskadi     | 36 |
| 16 | Philippe Gilbert       | Omega Pharma-Lotto    | 33 |
| 17 | David García Dapena    | Xacobeo Galicia       | 32 |
| 18 | Thor Hushovd           | Cervélo TestTeam      | 25 |
| 19 | Vladimir Karpets       | Katusha               | 22 |
| 20 | Alessandro Petacchi    | Lampre-Farnese Vini   | 19 |
| 21 | Yauheni Hutarovich     | FDJ                   | 18 |
| 22 | David López García     | Caisse d'Épargne      | 16 |
| -  | Imanol Erviti          | Caisse d'Épargne      | 16 |
| -  | Carlos Barredo         | Quick Step            | -  |
| 25 | Christophe Le Mével    | FDJ                   | 14 |
| 26 | Daniele Bennati        | Liquigas-Doimo        | 12 |
| -  | Juan José Haedo        | Saxo Bank             | 12 |
| 28 | Rubén Plaza            | Caisse d'Épargne      | 10 |
| 29 | Denis Menchov          | Rabobank              | 8  |
| -  | Roman Kreuziger        | Liquigas-Doimo        | 8  |
| -  | Vladimir Gusev         | Katusha               | 8  |
| -  | Nico Sijmens           | Cofidis               | 8  |
| -  | Serafín Martínez       | Xacobeo Galicia       | 8  |
| -  | Koldo Fernández        | Euskaltel-Euskadi     | 8  |
| -  | Romain Zingle          | Cofidis               | 8  |
| -  | Greg Van Avermaet      | Omega Pharma-Lotto    | 6  |
| -  | Allan Davis            | Astana                | 6  |
| -  | Manuel António Cardoso | Footon-Servetto       | 6  |
| -  | Andrey Kashechkin      | Lampre-Farnese Vini   | 6  |
| 40 | Matthew Goss           | HTC-Columbia          | 5  |
| -  | Grega Bole             | Lampre-Farnese Vini   | 5  |
| -  | Filippo Pozzato        | Katusha               | 5  |
| 43 | Fabian Cancellara      | Saxo Bank             | 4  |
| -  | Wouter Weylandt        | Quick Step            | 4  |
| -  | Johann Tschopp         | BBox Bouygues Telecom | 4  |
| -  | Gustav Larsson         | Saxo Bank             | 4  |
| -  | Kevin De Weert         | Quick Step            | 4  |
| -  | Jan Bakelandts         | Omega Pharma-Lotto    | 4  |
| -  | Martin Velits          | HTC-Columbia          | 4  |
| -  | Giampaolo Caruso       | Katusha               | 4  |
| 51 | Sébastien Hinault      | AG2R La Mondiale      | 2  |
| -  | Mauro Finetto          | Liquigas-Doimo        | 2  |
| -  | Marzio Bruseghin       | Caisse d'Épargne      | 2  |
| -  | Denis Galimzyanov      | Katusha               | 2  |
| -  | Andreas Stauff         | Quick Step            | 2  |
| -  | José Luis Arrieta      | AG2R La Mondiale      | 2  |
| 57 | Rigoberto Urán         | Caisse d'Épargne      | 1  |
| -  | Samuel Dumoulin        | Cofidis               | 1  |
| -  | Blel Kadri             | AG2R La Mondiale      | 1  |
| -  | Javier Moreno          | Andalucía-Cajasur     | 1  |
| -  | Pierre Cazaux          | FDJ                   | 1  |

## Évolution des classements
Sur ce Tour d'Espagne quatre maillots différents sont attribués. Pour le classement général, calculé en additionnant les temps chaque cycliste sur chaque étape, et en tenant compte des secondes de bonification obtenues, le leader reçoit un maillot rouge. Ce classement est considéré comme le plus important de la course et le gagnant est considéré comme le vainqueur de la Vuelta. Les arrivées d'étapes en ligne donnent 20, 12 et 8 secondes de bonifications aux trois premiers, les sprints intermédiaires 6, 4 et 2 secondes.
En outre, il y a un classement par points, son leader porte un maillot vert. Dans ce classement par points, les cyclistes obtiennent des points s'ils terminent dans les 15 premiers d'une étape. La victoire d'étape rapporte 25 points, la deuxième place 20 points, puis 16, 14, 12, 10, et un point de moins par place. Le 15e obtient donc un seul point. De plus, des points sont aussi distribués dans les sprints intermédiaires.
Il existe aussi un classement de la montagne, dont le leader porte un maillot blanc à pois bleus. Dans le classement de la montagne, des points sont gagnés en fonction du passage au sommet d'un col. Chaque ascension est classée soit en première, deuxième, troisième catégorie ou en catégorie spéciale. La « catégorie spéciale », similaire au col Hors Catégorie du Tour de France octroie le plus de points.
Enfin, il y a le classement du combiné. Il est calculé par addition des places dans les trois autres classements : classement général, par points et de la montagne. Le cycliste ayant le plus faible total est le leader du classement combiné et reçoit il un maillot blanc.
Il existe également un classement pour les équipes. Dans ce classement, les temps des trois meilleurs coureurs de chaque équipe pour chaque étape sont ajoutés. L'équipe leader est l'équipe avec le meilleur temps total.
| Étape            | Vainqueur           | Cl. général Maillot rouge | Cl. par points Maillot vert | Cl. de la montagne Maillot à pois | Cl. du combiné Maillot blanc | Cl. par équipes  |
| ---------------- | ------------------- | ------------------------- | --------------------------- | --------------------------------- | ---------------------------- | ---------------- |
| 1                | HTC-Columbia        | Mark Cavendish            | Mark Cavendish              | non-attribué                      | Mark Cavendish               | HTC-Columbia     |
| 2                | Yauheni Hutarovich  | Mark Cavendish            | Yauheni Hutarovich          | Mickaël Delage                    | Javier Ramírez Abeja         | HTC-Columbia     |
| 3                | Philippe Gilbert    | Philippe Gilbert          | Philippe Gilbert            | Serafín Martínez                  | Serafín Martínez             | HTC-Columbia     |
| 4                | Igor Antón          | Philippe Gilbert          | Igor Antón                  | Serafín Martínez                  | Vincenzo Nibali              | Caisse d'Épargne |
| 5                | Tyler Farrar        | Philippe Gilbert          | Igor Antón                  | Serafín Martínez                  | Vincenzo Nibali              | Caisse d'Épargne |
| 6                | Thor Hushovd        | Philippe Gilbert          | Philippe Gilbert            | Serafín Martínez                  | Philippe Gilbert             | Caisse d'Épargne |
| 7                | Alessandro Petacchi | Philippe Gilbert          | Mark Cavendish              | Serafín Martínez                  | Philippe Gilbert             | Caisse d'Épargne |
| 8                | David Moncoutié     | Igor Antón                | Mark Cavendish              | Serafín Martínez                  | Vincenzo Nibali              | Caisse d'Épargne |
| 9                | David López García  | Igor Antón                | Mark Cavendish              | David Moncoutié                   | Vincenzo Nibali              | Caisse d'Épargne |
| 10               | Imanol Erviti       | Joaquim Rodríguez         | Mark Cavendish              | David Moncoutié                   | David Moncoutié              | Caisse d'Épargne |
| 11               | Igor Antón          | Igor Antón                | Igor Antón                  | David Moncoutié                   | Igor Antón                   | Caisse d'Épargne |
| 12               | Mark Cavendish      | Igor Antón                | Mark Cavendish              | David Moncoutié                   | Igor Antón                   | Caisse d'Épargne |
| 13               | Mark Cavendish      | Igor Antón                | Mark Cavendish              | David Moncoutié                   | Igor Antón                   | Caisse d'Épargne |
| 14               | Joaquim Rodríguez   | Vincenzo Nibali           | Mark Cavendish              | David Moncoutié                   | Joaquim Rodríguez            | Caisse d'Épargne |
| 15               | Non attribué        | Vincenzo Nibali           | Mark Cavendish              | David Moncoutié                   | Joaquim Rodríguez            | Katusha          |
| 16               | Mikel Nieve         | Joaquim Rodríguez         | Mark Cavendish              | David Moncoutié                   | Joaquim Rodríguez            | Katusha          |
| 17               | Peter Velits        | Vincenzo Nibali           | Mark Cavendish              | David Moncoutié                   | Joaquim Rodríguez            | Katusha          |
| 18               | Mark Cavendish      | Vincenzo Nibali           | Mark Cavendish              | David Moncoutié                   | Joaquim Rodríguez            | Katusha          |
| 19               | Philippe Gilbert    | Vincenzo Nibali           | Mark Cavendish              | David Moncoutié                   | Joaquim Rodríguez            | Katusha          |
| 20               | Ezequiel Mosquera   | Vincenzo Nibali           | Mark Cavendish              | David Moncoutié                   | Vincenzo Nibali              | Katusha          |
| 21               | Tyler Farrar        | Vincenzo Nibali           | Mark Cavendish              | David Moncoutié                   | Vincenzo Nibali              | Katusha          |
| Classement final | Classement final    | Vincenzo Nibali           | Mark Cavendish              | David Moncoutié                   | Vincenzo Nibali              | Katusha          |

## Dopage et lutte antidopage
En octobre 2012, l’UCI annonce qu'une procédure disciplinaire à l’encontre du coureur espagnol Carlos Barredo est ouverte à la suite d'anomalies dans son passeport biologique. Il est finalement suspendu deux ans et est disqualifié des courses auxquelles il a participé entre le 26 octobre 2007 et le 24 septembre 2011 dont sa 43e place sur cette édition du Tour d'Espagne qui reste vacante,.

## Liste des participants
| Légende        | Légende                                                                                                  | Légende        | Légende                                                                                         |
| -------------- | --- | -------------- | ----------------------------------------------------------------------------------------------- |
| #              | Dossard de départ porté par le coureur sur cette Vuelta                                                  | Pos.           | Position finale au classement général                                                           |
| A red jersey   | Indiquera le vainqueur du classement général                                                             | A blue jersey  | Indiquera le vainqueur du classement de la montagne                                             |
| A green jersey | Indiquera le vainqueur du classement par points                                                          | A white jersey | Indiquera le vainqueur du classement du combiné                                                 |
| NP             | Indique un coureur qui n'a pas pris le départ d'une étape, suivi du numéro de l'étape où il s'est retiré | AB             | Indique un coureur qui n'a pas terminé une étape, suivi du numéro de l'étape où il s'est retiré |
| HD             | Indique un coureur qui a terminé hors des délais une étape suivi du numéro de l'étape                    |                |                                                                                                 |

| Cervélo TestTeam CTT   | Cervélo TestTeam CTT                     | Cervélo TestTeam CTT | Cervélo TestTeam CTT | Cervélo TestTeam CTT |
| ---------------------- | ---------------------------------------- | -------------------- | -------------------- | -------------------- |
| #                      | Coureur                                  | Pos.                 |                      |                      |
| 1                      | Íñigo Cuesta (ESP)                       | 26e                  |                      |                      |
| 2                      | Theo Bos (NED)                           | AB-17                |                      |                      |
| 3                      | Philip Deignan (IRL)                     | AB-11                |                      |                      |
| 4                      | Stefan Denifl (AUT)                      | AB-14                |                      |                      |
| 5                      | Xavier Florencio (ESP)                   | 104e                 |                      |                      |
| 6                      | Óscar Pujol (ESP)                        | 66e                  |                      |                      |
| 7                      | Thor Hushovd (NOR) → Champion de Norvège | NP-17                |                      |                      |
| 8                      | Carlos Sastre (ESP)                      | 8e                   |                      |                      |
| 9                      | Xavier Tondo (ESP)                       | 6e                   |                      |                      |
| Manager : Joop Alberda |                                          |                      |                      |                      |

| AG2R La Mondiale ALM     | AG2R La Mondiale ALM      | AG2R La Mondiale ALM | AG2R La Mondiale ALM | AG2R La Mondiale ALM |
| ------------------------ | ------------------------- | -------------------- | -------------------- | -------------------- |
| #                        | Coureur                   | Pos.                 |                      |                      |
| 11                       | Nicolas Roche (IRL)       | 7e                   |                      |                      |
| 12                       | José Luis Arrieta (ESP)   | AB-15                |                      |                      |
| 13                       | Guillaume Bonnafond (FRA) | 58e                  |                      |                      |
| 14                       | Hubert Dupont (FRA)       | 55e                  |                      |                      |
| 15                       | Sébastien Hinault (FRA)   | 117e                 |                      |                      |
| 16                       | Blel Kadri (FRA)          | 82e                  |                      |                      |
| 17                       | Rinaldo Nocentini (ITA)   | 53e                  |                      |                      |
| 18                       | Christophe Riblon (FRA)   | 130e                 |                      |                      |
| 19                       | Ludovic Turpin (FRA)      | 23e                  |                      |                      |
| Manager : Vincent Lavenu |                           |                      |                      |                      |

| Andalucía-Cajasur ACA     | Andalucía-Cajasur ACA            | Andalucía-Cajasur ACA | Andalucía-Cajasur ACA | Andalucía-Cajasur ACA |
| ------------------------- | -------------------------------- | --------------------- | --------------------- | --------------------- |
| #                         | Coureur                          | Pos.                  |                       |                       |
| 21                        | José Ángel Gómez Marchante (ESP) | 80e                   |                       |                       |
| 22                        | Jorge Martín Montenegro (ARG)    | 150e                  |                       |                       |
| 23                        | Sergio Carrasco (ESP)            | 93e                   |                       |                       |
| 24                        | Juan Javier Estrada (ESP)        | 92e                   |                       |                       |
| 25                        | Javier Moreno (ESP)              | 53e                   |                       |                       |
| 26                        | Manuel Ortega (ESP)              | 123e                  |                       |                       |
| 27                        | Antonio Piedra (ESP)             | 105e                  |                       |                       |
| 28                        | Javier Ramirez (ESP)             | 91e                   |                       |                       |
| 29                        | José Vicente Toribio (ESP)       | 129e                  |                       |                       |
| Manager : Antonio Cabello |                                  |                       |                       |                       |

| Astana AST             | Astana AST                | Astana AST | Astana AST | Astana AST |
| ---------------------- | ------------------------- | ---------- | ---------- | ---------- |
| #                      | Coureur                   | Pos.       |            |            |
| 31                     | Sergey Renev (KAZ)        | 99e        |            |            |
| 32                     | Assan Bazayev (KAZ)       | 83e        |            |            |
| 33                     | Allan Davis (AUS)         | 76e        |            |            |
| 34                     | Alexsandr Dyachenko (KAZ) | 32e        |            |            |
| 35                     | Dmitriy Fofonov (KAZ)     | 57e        |            |            |
| 36                     | Enrico Gasparotto (ITA)   | 68e        |            |            |
| 37                     | Valentin Iglinskiy (KAZ)  | 153e       |            |            |
| 38                     | Josep Jufré (ESP)         | 24e        |            |            |
| 39                     | Andrey Zeits (KAZ)        | 103e       |            |            |
| Manager : Yvon Sanquer |                           |            |            |            |

| BBox Bouygues Telecom BBO      | BBox Bouygues Telecom BBO                                      | BBox Bouygues Telecom BBO | BBox Bouygues Telecom BBO | BBox Bouygues Telecom BBO |
| ------------------------------ | -------------------------------------------------------------- | ------------------------- | ------------------------- | ------------------------- |
| #                              | Coureur                                                        | Pos.                      |                           |                           |
| 41                             | Johann Tschopp (SUI)                                           | 81e                       |                           |                           |
| 42                             | William Bonnet (FRA)                                           | 111e                      |                           |                           |
| 43                             | Freddy Bichot (FRA)                                            | AB-9                      |                           |                           |
| 44                             | Vincent Jérôme (FRA)                                           | 94e                       |                           |                           |
| 45                             | Alexandre Pichot (FRA)                                         | 121e                      |                           |                           |
| 46                             | Perrig Quéméneur (FRA)                                         | 100e                      |                           |                           |
| 47                             | Pierre Rolland (FRA)                                           | AB-9                      |                           |                           |
| 48                             | Matthieu Sprick (FRA)                                          | 54e                       |                           |                           |
| 49                             | Nicolas Vogondy (FRA) → Champion de France du contre-la-montre | NP-19                     |                           |                           |
| Manager : Jean-René Bernaudeau |                                                                |                           |                           |                           |

| Caisse d'Épargne GCE    | Caisse d'Épargne GCE                                             | Caisse d'Épargne GCE | Caisse d'Épargne GCE | Caisse d'Épargne GCE |
| ----------------------- | ---------------------------------------------------------------- | -------------------- | -------------------- | -------------------- |
| #                       | Coureur                                                          | Pos.                 |                      |                      |
| 51                      | David Arroyo (ESP)                                               | 25e                  |                      |                      |
| 52                      | Marzio Bruseghin (ITA)                                           | 22e                  |                      |                      |
| 53                      | Imanol Erviti (ESP)                                              | 78e                  |                      |                      |
| 54                      | José Vicente García (ESP)                                        | 115e                 |                      |                      |
| 55                      | David López (ESP)                                                | 42e                  |                      |                      |
| 56                      | Luis Pasamontes (ESP)                                            | 47e                  |                      |                      |
| 57                      | Rubén Plaza (ESP)                                                | 16e                  |                      |                      |
| 58                      | Luis León Sánchez (ESP) → Champion d'Espagne du contre-la-montre | 10e                  |                      |                      |
| 59                      | Rigoberto Urán (COL)                                             | 33e                  |                      |                      |
| Manager : Eusebio Unzué |                                                                  |                      |                      |                      |

| Cofidis COF          | Cofidis COF            | Cofidis COF | Cofidis COF | Cofidis COF |
| -------------------- | ---------------------- | ----------- | ----------- | ----------- |
| #                    | Coureur                | Pos.        |             |             |
| 61                   | Samuel Dumoulin (FRA)  | 124e        |             |             |
| 62                   | Tony Gallopin (FRA)    | 89e         |             |             |
| 63                   | Mickaël Buffaz (FRA)   | AB-2        |             |             |
| 64                   | Arnaud Labbe (FRA)     | 154e        |             |             |
| 65                   | David Moncoutié (FRA)  | 14e         |             |             |
| 66                   | Rémi Pauriol (FRA)     | 73e         |             |             |
| 67                   | Nico Sijmens (BEL)     | 96e         |             |             |
| 68                   | Sébastien Minard (FRA) | 102e        |             |             |
| 69                   | Romain Zingle (BEL)    | 87e         |             |             |
| Manager : Éric Boyer |                        |             |             |             |

| Euskaltel-Euskadi EUS               | Euskaltel-Euskadi EUS | Euskaltel-Euskadi EUS | Euskaltel-Euskadi EUS | Euskaltel-Euskadi EUS |
| ----------------------------------- | --------------------- | --------------------- | --------------------- | --------------------- |
| #                                   | Coureur               | Pos.                  |                       |                       |
| 71                                  | Igor Antón (ESP)      | AB-14                 |                       |                       |
| 72                                  | Koldo Fernández (ESP) | 141e                  |                       |                       |
| 73                                  | Beñat Intxausti (ESP) | AB-15                 |                       |                       |
| 74                                  | Egoi Martínez (ESP)   | AB-14                 |                       |                       |
| 75                                  | Mikel Nieve (ESP)     | 12e                   |                       |                       |
| 76                                  | Juan José Oroz (ESP)  | 56e                   |                       |                       |
| 77                                  | Amets Txurruka (ESP)  | 31e                   |                       |                       |
| 78                                  | Pablo Urtasun (ESP)   | 101e                  |                       |                       |
| 79                                  | Gorka Verdugo (ESP)   | 84e                   |                       |                       |
| Manager : Igor González de Galdeano |                       |                       |                       |                       |

| Footon-Servetto FOT      | Footon-Servetto FOT             | Footon-Servetto FOT | Footon-Servetto FOT | Footon-Servetto FOT |
| ------------------------ | ------------------------------- | ------------------- | ------------------- | ------------------- |
| #                        | Coureur                         | Pos.                |                     |                     |
| 81                       | José Alberto Benítez (ESP)      | 75e                 |                     |                     |
| 82                       | Manuel António Cardoso (POR)    | 128e                |                     |                     |
| 83                       | Giampaolo Cheula (ITA)          | 86e                 |                     |                     |
| 84                       | Arkaitz Durán (ESP)             | HD-2                |                     |                     |
| 85                       | David Gutiérrez Gutiérrez (ESP) | 113e                |                     |                     |
| 86                       | Enrique Mata (ESP)              | 122e                |                     |                     |
| 87                       | Martin Pedersen (DEN)           | 131e                |                     |                     |
| 88                       | Johnnie Walker (AUS)            | 147e                |                     |                     |
| 89                       | David Vitoria (SUI)             | AB-12               |                     |                     |
| Manager : Mauro Gianetti |                                 |                     |                     |                     |

| FDJ                   | FDJ                       | FDJ   | FDJ | FDJ |
| --------------------- | ------------------------- | ----- | --- | --- |
| #                     | Coureur                   | Pos.  |     |     |
| 91                    | Christophe Le Mével (FRA) | 15e   |     |     |
| 92                    | Rémy Di Grégorio (FRA)    | 21e   |     |     |
| 93                    | Pierre Cazaux (FRA)       | 110e  |     |     |
| 94                    | Sébastien Chavanel (FRA)  | 139e  |     |     |
| 95                    | Mikaël Cherel (FRA)       | 62e   |     |     |
| 96                    | Yauheni Hutarovich (BLR)  | 135e  |     |     |
| 97                    | Gianni Meersman (BEL)     | 98e   |     |     |
| 98                    | Yoann Offredo (FRA)       | AB-10 |     |     |
| 99                    | Arthur Vichot (FRA)       | AB-15 |     |     |
| Manager : Marc Madiot |                           |       |     |     |

| Garmin-Transitions GRM       | Garmin-Transitions GRM                                              | Garmin-Transitions GRM | Garmin-Transitions GRM | Garmin-Transitions GRM |
| ---------------------------- | ------------------------------------------------------------------- | ---------------------- | ---------------------- | ---------------------- |
| #                            | Coureur                                                             | Pos.                   |                        |                        |
| 101                          | Tom Danielson (USA)                                                 | 9e                     |                        |                        |
| 102                          | Julian Dean (NZL)                                                   | NP-13                  |                        |                        |
| 103                          | Tyler Farrar (USA)                                                  | 142e                   |                        |                        |
| 104                          | Michel Kreder (NED)                                                 | 152e                   |                        |                        |
| 105                          | David Millar (GBR)                                                  | 109e                   |                        |                        |
| 106                          | Thomas Peterson (USA)                                               | 27e                    |                        |                        |
| 107                          | Christian Vande Velde (USA)                                         | 59e                    |                        |                        |
| 108                          | Matthew Wilson (AUS)                                                | 143e                   |                        |                        |
| 109                          | David Zabriskie (USA) → Champion des États-Unis du contre-la-montre | NP-18                  |                        |                        |
| Manager : Jonathan Vaughters |                                                                     |                        |                        |                        |

| Lampre-Farnese Vini LAM    | Lampre-Farnese Vini LAM   | Lampre-Farnese Vini LAM | Lampre-Farnese Vini LAM | Lampre-Farnese Vini LAM |
| -------------------------- | ------------------------- | ----------------------- | ----------------------- | ----------------------- |
| #                          | Coureur                   | Pos.                    |                         |                         |
| 111                        | Alessandro Petacchi (ITA) | AB-9                    |                         |                         |
| 112                        | Grega Bole (SLO)          | 97e                     |                         |                         |
| 113                        | Danilo Hondo (GER)        | 108e                    |                         |                         |
| 114                        | Andrey Kashechkin (KAZ)   | 18e                     |                         |                         |
| 115                        | Angelo Furlan (ITA)       | 136e                    |                         |                         |
| 116                        | Marco Marzano (ITA)       | 40e                     |                         |                         |
| 117                        | Manuele Mori (ITA)        | 90e                     |                         |                         |
| 118                        | Daniele Pietropolli (ITA) | 61e                     |                         |                         |
| 119                        | Daniele Righi (ITA)       | 112e                    |                         |                         |
| Manager : Giuseppe Saronni |                           |                         |                         |                         |

| Liquigas-Doimo LIQ       | Liquigas-Doimo LIQ     | Liquigas-Doimo LIQ | Liquigas-Doimo LIQ | Liquigas-Doimo LIQ |
| ------------------------ | ---------------------- | ------------------ | ------------------ | ------------------ |
| #                        | Coureur                | Pos.               |                    |                    |
| 121                      | Daniele Bennati (ITA)  | 85e                |                    |                    |
| 122                      | Mauro Finetto (ITA)    | 79e                |                    |                    |
| 123                      | Jacopo Guarnieri (ITA) | 149e               |                    |                    |
| 124                      | Maciej Paterski (POL)  | 77e                |                    |                    |
| 125                      | Roman Kreuziger (CZE)  | 28e                |                    |                    |
| 126                      | Vincenzo Nibali (ITA)  | 1er                |                    |                    |
| 127                      | Oliver Zaugg (SUI)     | 51e                |                    |                    |
| 128                      | Ivan Santaromita (ITA) | 65e                |                    |                    |
| 129                      | Frederik Willems (BEL) | 88e                |                    |                    |
| Manager : Roberto Amadio |                        |                    |                    |                    |

| Omega Pharma-Lotto OLO  | Omega Pharma-Lotto OLO       | Omega Pharma-Lotto OLO | Omega Pharma-Lotto OLO | Omega Pharma-Lotto OLO |
| ----------------------- | ---------------------------- | ---------------------- | ---------------------- | ---------------------- |
| #                       | Coureur                      | Pos.                   |                        |                        |
| 131                     | Jan Bakelants (BEL)          | 19e                    |                        |                        |
| 132                     | Jurgen Van Goolen (BEL)      | 34e                    |                        |                        |
| 133                     | Mickaël Delage (FRA)         | AB-9                   |                        |                        |
| 134                     | Philippe Gilbert (BEL)       | 50e                    |                        |                        |
| 135                     | Leif Hoste (BEL)             | 118e                   |                        |                        |
| 136                     | Olivier Kaisen (BEL)         | 125e                   |                        |                        |
| 137                     | Jean-Christophe Péraud (FRA) | 39e                    |                        |                        |
| 138                     | Greg Van Avermaet (BEL)      | 49e                    |                        |                        |
| 139                     | Jelle Vanendert (BEL)        | AB-15                  |                        |                        |
| Manager : Marc Sergeant |                              |                        |                        |                        |

| Quick Step QST             | Quick Step QST                                                         | Quick Step QST | Quick Step QST | Quick Step QST |
| -------------------------- | ---------------------------------------------------------------------- | -------------- | -------------- | -------------- |
| #                          | Coureur                                                                | Pos.           |                |                |
| 141                        | Carlos Barredo (ESP)                                                   | DSQ            |                |                |
| 142                        | Dario Cataldo (ITA)                                                    | 71e            |                |                |
| 143                        | Kevin De Weert (BEL)                                                   | 64e            |                |                |
| 144                        | Nikolas Maes (BEL)                                                     | 132e           |                |                |
| 145                        | Davide Malacarne (ITA)                                                 | 126e           |                |                |
| 146                        | Branislau Samoilau (BLR) → Champion de Bielorussie du contre-la-montre | AB-8           |                |                |
| 147                        | Andreas Stauff (GER)                                                   | 145e           |                |                |
| 148                        | Matteo Tosatto (ITA)                                                   | 67e            |                |                |
| 149                        | Wouter Weylandt (BEL)                                                  | 146e           |                |                |
| Manager : Patrick Lefevere |                                                                        |                |                |                |

| Rabobank RAB            | Rabobank RAB              | Rabobank RAB | Rabobank RAB | Rabobank RAB |
| ----------------------- | ------------------------- | ------------ | ------------ | ------------ |
| #                       | Coureur                   | Pos.         |              |              |
| 151                     | Mauricio Ardila (COL)     | 120e         |              |              |
| 152                     | Óscar Freire (ESP)        | NP-15        |              |              |
| 153                     | Juan Manuel Gárate (ESP)  | 46e          |              |              |
| 154                     | Dmitry Kozontchuk (RUS)   | 134e         |              |              |
| 155                     | Sebastian Langeveld (NED) | 116e         |              |              |
| 156                     | Grischa Niermann (GER)    | 72e          |              |              |
| 157                     | Denis Menchov (RUS)       | 41e          |              |              |
| 158                     | Laurens ten Dam (NED)     | AB-16        |              |              |
| 159                     | Nick Nuyens (BEL)         | 127e         |              |              |
| Manager : Erik Breukink |                           |              |              |              |

| Sky SKY                   | Sky SKY                    | Sky SKY | Sky SKY | Sky SKY |
| ------------------------- | -------------------------- | ------- | ------- | ------- |
| #                         | Coureur                    | Pos.    |         |         |
| 161                       | Thomas Lövkvist (SWE)      | NP-8    |         |         |
| 162                       | John-Lee Augustyn (RSA)    | AB-3    |         |         |
| 163                       | Kjell Carlström (FIN)      | NP-8    |         |         |
| 164                       | Juan Antonio Flecha (ESP)  | AB-7    |         |         |
| 165                       | Simon Gerrans (AUS)        | NP-8    |         |         |
| 166                       | Peter Kennaugh (GBR)       | NP-8    |         |         |
| 167                       | Lars Petter Nordhaug (NOR) | NP-8    |         |         |
| 168                       | Ian Stannard (GBR)         | NP-8    |         |         |
| 169                       | Ben Swift (GBR)            | AB-3    |         |         |
| Manager : Dave Brailsford |                            |         |         |         |

| HTC-Columbia THR        | HTC-Columbia THR                                                | HTC-Columbia THR | HTC-Columbia THR | HTC-Columbia THR |
| ----------------------- | --------------------------------------------------------------- | ---------------- | ---------------- | ---------------- |
| #                       | Coureur                                                         | Pos.             |                  |                  |
| 171                     | Lars Ytting Bak (DEN)                                           | 156e             |                  |                  |
| 172                     | Mark Cavendish (GBR)                                            | 144e             |                  |                  |
| 173                     | Bernhard Eisel (AUT)                                            | AB-4             |                  |                  |
| 174                     | Matthew Goss (AUS)                                              | 138e             |                  |                  |
| 175                     | Hayden Roulston (NZL)                                           | AB-13            |                  |                  |
| 176                     | Kanstantsin Siutsou (BLR)                                       | 38e              |                  |                  |
| 177                     | Tejay van Garderen (USA)                                        | 35e              |                  |                  |
| 178                     | Martin Velits (SVK) → Champion de Slovaquie du contre-la-montre | 106e             |                  |                  |
| 179                     | Peter Velits (SVK)                                              | 3e               |                  |                  |
| Manager : Bob Stapleton |                                                                 |                  |                  |                  |

| Katusha KAT             | Katusha KAT                                                   | Katusha KAT | Katusha KAT | Katusha KAT |
| ----------------------- | ------------------------------------------------------------- | ----------- | ----------- | ----------- |
| #                       | Coureur                                                       | Pos.        |             |             |
| 181                     | Joaquim Rodríguez (ESP)                                       | 4e          |             |             |
| 182                     | Giampaolo Caruso (ITA)                                        | 36e         |             |             |
| 183                     | Denis Galimzyanov (RUS)                                       | NP-14       |             |             |
| 184                     | Vladimir Gusev (RUS) → Champion de Russie du contre-la-montre | 17e         |             |             |
| 185                     | Joan Horrach (ESP)                                            | 74e         |             |             |
| 186                     | Vladimir Karpets (RUS)                                        | 13e         |             |             |
| 187                     | Alexandr Kolobnev (RUS)                                       | 29e         |             |             |
| 188                     | Mikhail Ignatiev (RUS) → Champion de Russie                   | 148e        |             |             |
| 189                     | Filippo Pozzato (ITA)                                         | NP-20       |             |             |
| Manager : Andreï Tchmil |                                                               |             |             |             |

| Milram MRM                 | Milram MRM                                  | Milram MRM | Milram MRM | Milram MRM |
| -------------------------- | ------------------------------------------- | ---------- | ---------- | ---------- |
| #                          | Coureur                                     | Pos.       |            |            |
| 191                        | Robert Förster (GER)                        | 137e       |            |            |
| 192                        | Markus Fothen (GER)                         | NP-11      |            |            |
| 193                        | Markus Eichler (GER)                        | 114e       |            |            |
| 194                        | Dominik Roels (GER)                         | 119e       |            |            |
| 195                        | Johannes Fröhlinger (GER)                   | 37e        |            |            |
| 196                        | Björn Schröder (GER)                        | 107e       |            |            |
| 197                        | Roy Sentjens (BEL)                          | NP-12      |            |            |
| 198                        | Niki Terpstra (NED) → Champion des Pays-Bas | 95e        |            |            |
| 199                        | Paul Voss (GER)                             | 70e        |            |            |
| Manager : Gerry van Gerwen |                                             |            |            |            |

| Saxo Bank SAX         | Saxo Bank SAX                                                   | Saxo Bank SAX | Saxo Bank SAX | Saxo Bank SAX |
| --------------------- | --------------------------------------------------------------- | ------------- | ------------- | ------------- |
| #                     | Coureur                                                         | Pos.          |               |               |
| 201                   | Anders Lund (DEN)                                               | 48e           |               |               |
| 202                   | Fabian Cancellara (SUI) → Champion du monde du contre-la-montre | AB-19         |               |               |
| 203                   | Kasper Klostergaard (DEN)                                       | 140e          |               |               |
| 204                   | Juan José Haedo (ARG)                                           | 151e          |               |               |
| 205                   | Dominic Klemme (GER)                                            | 155e          |               |               |
| 206                   | Gustav Larsson (SWE) → Champion de Suède du contre-la-montre    | 20e           |               |               |
| 207                   | Stuart O'Grady (AUS)                                            | NP-10         |               |               |
| 208                   | Andy Schleck (LUX) → Champion du Luxembourg du contre-la-montre | NP-10         |               |               |
| 209                   | Fränk Schleck (LUX) → Champion du Luxembourg                    | 5e            |               |               |
| Manager : Bjarne Riis |                                                                 |               |               |               |

| Xacobeo Galicia XAC   | Xacobeo Galicia XAC     | Xacobeo Galicia XAC | Xacobeo Galicia XAC | Xacobeo Galicia XAC |
| --------------------- | ----------------------- | ------------------- | ------------------- | ------------------- |
| #                     | Coureur                 | Pos.                |                     |                     |
| 211                   | Ezequiel Mosquera (ESP) | 2e                  |                     |                     |
| 212                   | Gustavo César (ESP)     | 45e                 |                     |                     |
| 213                   | Delio Fernández (ESP)   | 60e                 |                     |                     |
| 214                   | David García (ESP)      | 11e                 |                     |                     |
| 215                   | Marcos García (ESP)     | 44e                 |                     |                     |
| 216                   | Vladimir Isaychev (RUS) | 133e                |                     |                     |
| 217                   | Serafín Martínez (ESP)  | 63e                 |                     |                     |
| 218                   | Gonzalo Rabuñal (ESP)   | 30e                 |                     |                     |
| 219                   | Gustavo Rodríguez (ESP) | 69e                 |                     |                     |
| Manager : Álvaro Pino |                         |                     |                     |                     |